# Seychellerne ved sommer-OL 1980
Seychellerne deltog for første gang ved de Olympiske lege ved sommer-OL i 1980 i Moskva, Sovjetunionen med 7 mandlige og 2 kvindelige atletikudøvere samt 2 mandlige boksere. Alle blev elimineret i de indledende runder. 

## Medaljer
| 1980 Moskva  | Guld | Sølv | Bronze | Total |
| Seychellerne | 0    | 0    | 0      | 0     |